# Paul McLaughlin
Paul McLaughlin (Monaghan, 8 december 1979) is een Iers voetbalscheidsrechter. Hij is in dienst van FIFA en UEFA sinds 2014. Ook leidt hij wedstrijden in de Premier Division.
Op 10 maart 2013 leidde McLaughlin zijn eerste wedstrijd in de Ierse eerste divisie. De wedstrijd tussen Limerick en Cork City eindigde in 0–0. Hij gaf in dit duel vier gele kaarten.

## Interlands
| Datum         | Plaats                | Wedstrijd              | Uitslag | Competitie        | Kreeg geel | Kreeg voor de tweede keer geel en dus rood | Weggestuurd |
| ------------- | --------------------- | ---------------------- | ------- | ----------------- | ---------- | ------------------------------------------ | ----------- |
| 4 juni 2014   | Boedapest, Hongarije  | Hongarije – Albanië    | 1 – 0   | Vriendschappelijk | 2          | 0                                          | 0           |
| 24 maart 2016 | Praag, Tsjechië       | Tsjechië – Schotland   | 0 – 1   | Vriendschappelijk | 1          | 0                                          | 0           |
| 28 maart 2017 | Hesperange, Luxemburg | Luxemburg – Kaapverdië | 0 – 2   | Vriendschappelijk | 2          | 0                                          | 0           |
| 23 maart 2022 | Gibraltar             | Gibraltar – Grenada    | 0 – 0   | Vriendschappelijk | 1          | 0                                          | 0           |

Laatst bijgewerkt op 30 maart 2022.